# Noordelijke Oblast (1933-1934)
De Noordelijke Oblast (Russisch: Се́верная область)  was een oblast van de RSFSR. De oblast lag in de Noordelijke Kaukasus.  De oblast bestond van 20 november 1933 uit de kraj Noordelijke Kaukasus. Op 5 juli 1934 ging de oblast als Okroeg Noordelijke Don  op in de kraj Noordelijke Kaukasus. De hoofdstad ervan was Millerovo.